# Guyanadwergspecht
De Guyanadwergspecht (Picumnus minutissimus) is een vogel uit de familie Picidae (spechten).

## Verspreiding en leefgebied
Deze soort is endemisch in de Guyana's. Deze vogel behoort tot de kleinste spechtsoort in de Guyana's.
De mannetjes onder deze soort hebben een rood gevederd voorhoofd. De buik ziet er geschubd uit.

## Status
De grootte van de populatie is niet gekwantificeerd maar de soort wordt omschreven als tamelijk algemeen. Op de Rode lijst van de IUCN heeft deze soort de status niet bedreigd.